# جيان بيترز
جيان بيترز (بالإنجليزية: Jean Peters)‏ (و. 1926 – 2000 م) هي ممثلة تلفزيونية، وممثلة أفلام أمريكية، ولدت في كانتون، أوهايو، توفيت في كارلسباد، كاليفورنيا، عن عمر يناهز 74 عاماً، بسبب ابيضاض الدم.

## التعليم
تعلمت في جامعة ميشيغان، وجامعة ولاية أوهايو، وجامعة أوهايو، وEast Canton High School ‏.

## وصلات خارجية
- جيان بيترز على موقع IMDb (الإنجليزية)
- جيان بيترز على موقع ألو سيني (الفرنسية)
- جيان بيترز على موقع تيرنر كلاسيك موفيز (الإنجليزية)
- جيان بيترز على موقع أول موفي (الإنجليزية)
- جيان بيترز على موقع قاعدة بيانات الأفلام السويدية (السويدية)
- جيان بيترز على موقع إن إن دي بي (الإنجليزية)
- جيان بيترز على موقع قاعدة بيانات الفيلم (الإنجليزية)
- جيان بيترز على موقع كينوبويسك (الروسية)